# Beiteddine
Beiteddine (en arabe : بيت الدين = la maison de la religion) est une ville du Liban située dans la région du Chouf et Chef-lieu du Caza du Chouf. Beiteddine est une ville habitée en majorité par des maronites. Ancienne capitale de l'Émirat du Mont-Liban sous le règne de Bachir Chehab II, elle doit surtout sa réputation au fameux palais construit par ce dernier, une des principales attractions touristiques du Liban. Ce palais héberge aujourd'hui un grand festival culturel annuel, le festival de Beiteddine.

## Situation
Beiteddine est située sur le mont Liban à 850 m d'altitude à 26 km du littoral méditerranéen. Elle se situe non loin des deux plus grandes villes du Chouf : Baakline, fief de la famille Hamadé ainsi que les cheikhs Akl Druzes, et Deir el Qamar, ancienne capitale de l'émirat.

## Palais de Bachir II Chehab
Le Palais de Beiteddine a été construit au début du XIXe siècle par l'émir Bachir Chehab II, grand émir ou prince du Liban. Sa tombe se trouve dans un jardin près du palais. Depuis 1943 il est la résidence d'été des présidents de la République libanaise.
Il se divise en trois grandes parties. La première est constituée d'une vaste cour, bordée d'une aile destinée à l'origine aux hôtes du palais. La partie centrale, merveilleusement décorée de sculptures, de boiseries et de mosaïques polychromes, était réservée aux réceptions officielles et à l'administration. La troisième partie, ou Dar el-Harîm, comprenait les appartements privés de l'émir, les cuisines et le hammam, l'un des plus beaux spécimens du genre. Le palais est situé au milieu de jardins et de vergers. Il abrite  plusieurs musées, dont celui des mosaïques byzantines.
À Beiteddine, il existe trois autres palais construits pour les fils de l'émir Bachir II. Ils sont toujours visibles aujourd'hui, mais pas ouverts au public.
Le festival de Beiteddine est un festival important au Liban. Il a lieu chaque année en juillet et août, et accueille des représentations d'opéra et de jazz.